# Яня Гарнбрет

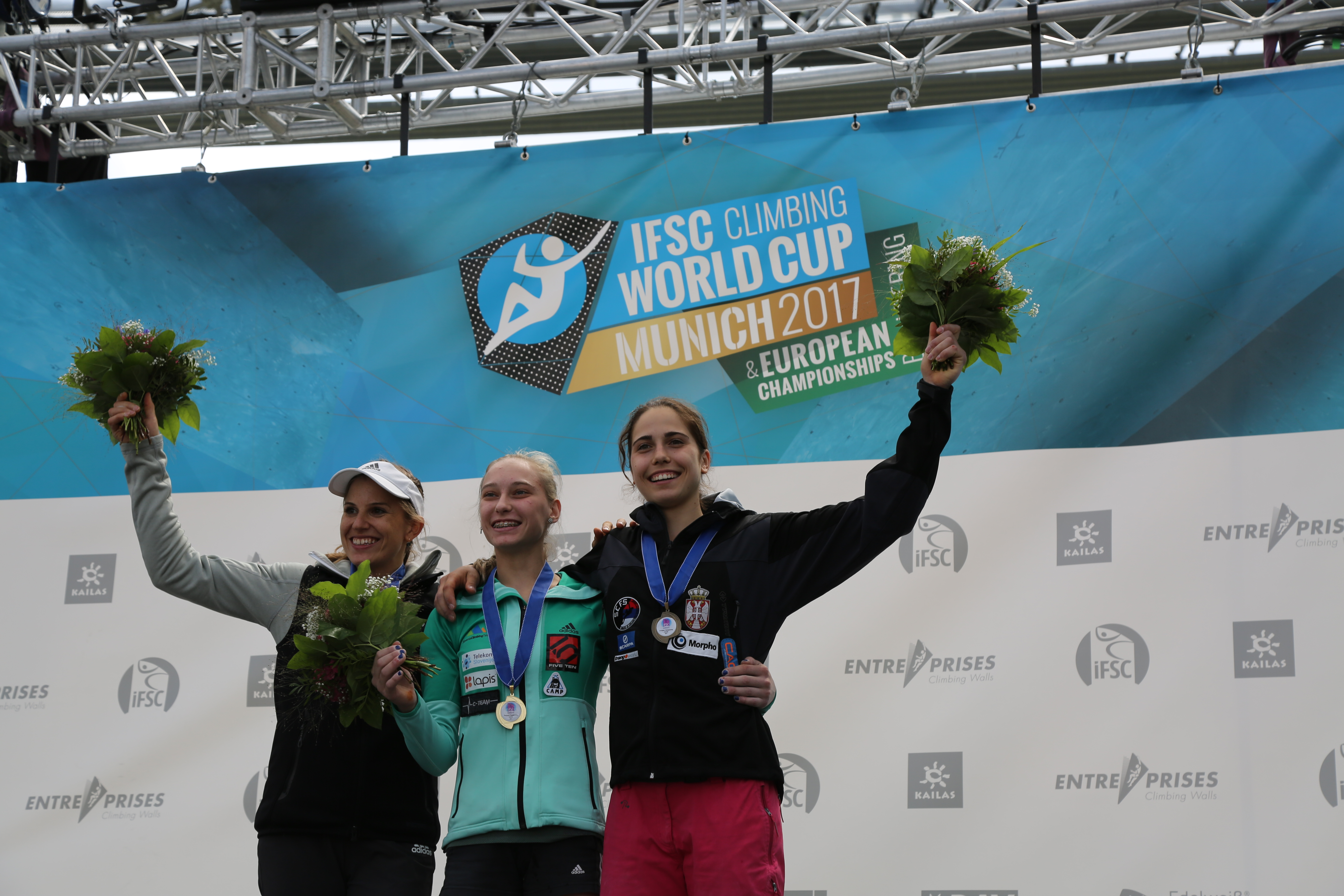
Яня Гарнбрет — чемпіонка Європи 2017 року в комбінованих дисциплінах — з Stasa Gejo та Petra Klingler

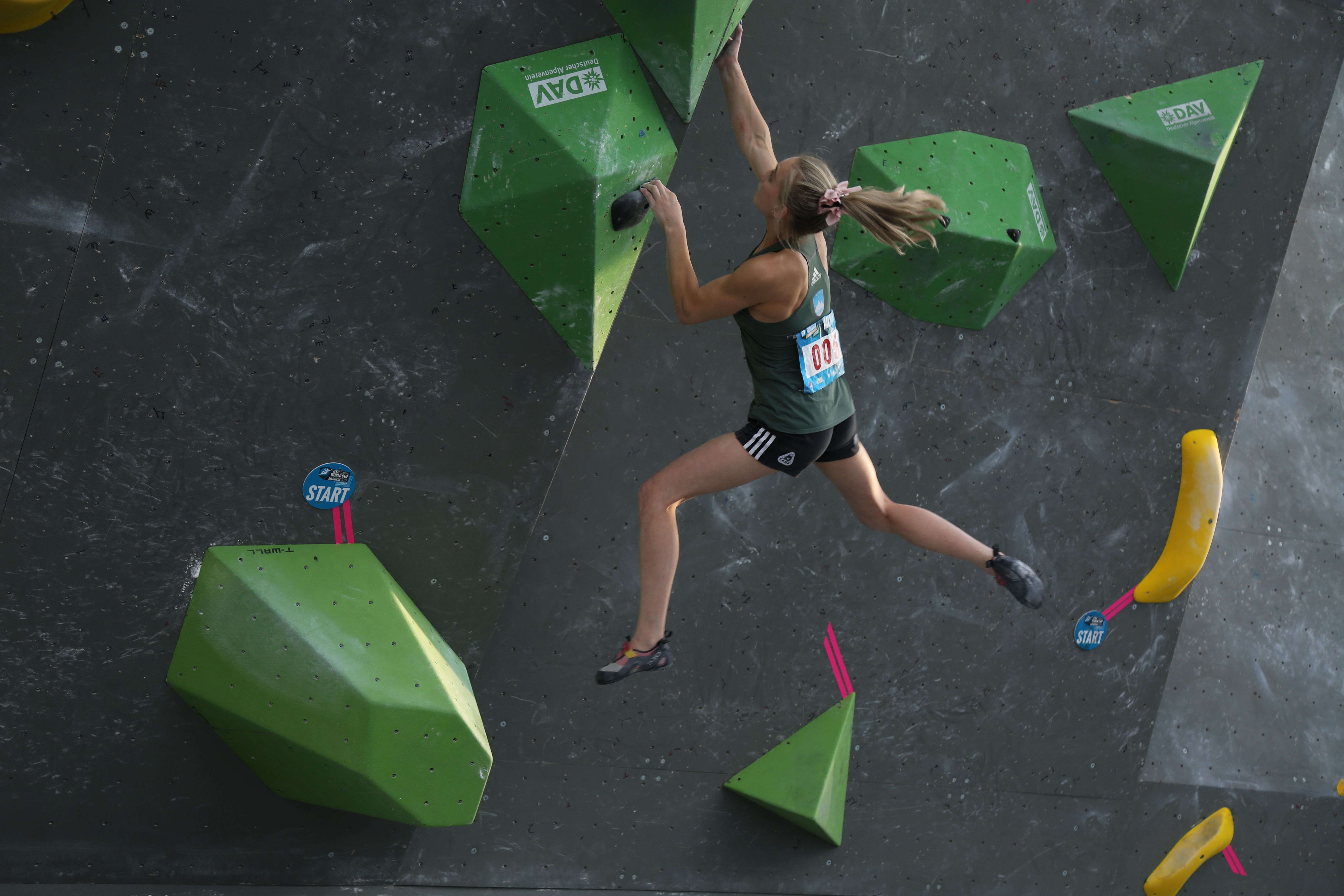
Яня Гарнбрет на Кубку світу з боулдерінгу 2017 у Мюнхені, Німеччина

Яня Гарнбрет (нар. 12 березня 1999, Шмартно при Слов'янській Градці) — словенська скелелазка і спортсменка, переможниця численних скелелазних змагань у видах складність та боулдерінг.

## Кар'єра
У липні 2015 року, тільки-но досягши 16-річчя, Гарнбрет почала змагатися у дорослих Кубках світу зі скелелазіння. З тих пір вона брала участь у 25 Кубках світу, не потрапивши на подіум лише в одному з них (Імст, 2016), де посіла п'яте місце. У 2016 році виграла п'ять різних міжнародних змагань, організованих IFSC :
- Кубок світу зі скелелазіння у видах складність і комбіновані дисципліни,
- Чемпіонат світу зі скелелазіння у виді складність,
- Світові молодіжні чемпіонати світу зі скелелазіння у видах складність і боулдерінг.

Протягом трьох років поспіль, з 2016 по 2018, Гарнбрет ставала чемпіонкою світу зі скелелазіння як у складності, так і в комбінованих дисциплінах. У 2018 році стала чемпіонкою світу як в боулдерінгу, так і в комбінованих дисциплінах, а також зайняла друге місце у світовому чемпіонаті зі скелелазіння у виді складність.
Яня Гарнбрет також лазить на скелях, і пролізла різноманітні складні траси.
У 2015 році Гарнбрет онсайт пролізла Аватар (8b) у Пандорі, Хорватія. У тому ж році вона подолала свою першу 8c+, Miza za šest на Kotecnik в її рідній Словенії. Наступного року Гарнбрет залізла флеш Ла-Фабеліта(8с) в Санта-Лінья в Іспанії. Розклад підказала землячка Міна Маркович, і траса була підкорена без явної боротьби менш ніж за 15 хвилин. У 2017 році Гарнбрет зробила наступний крок і пролізла першу 9а, Seleccio Natural, знову в Санта-Лінья А вже через кілька днів вона залізла другу свою 9а, La Fabela pa la Enmienda, також у Санта-Лінья.